# Tetraleurodes dendrocalami
Tetraleurodes dendrocalami és un hemípter del gènere Tetraleurodes de la família dels Aleiròdids.
L'espècie va ser descrita científicament per primera vegada per Dubey & Sundararaj el 2005.

## Distribució
Aquesta espècie d'insecte és endèmica a l'estat de Tamil Nadu, a l'Índia.

## Morfologia
La nimfa és de color negre, octaèdrica i no presenta secreció de cera. Fa entre 0,67 i 0,76 mil·límetres de llarg i entre 0,38 i 0,44 d'ample.